# Sant Valentí de les Brucardes
Sant Valentí de les Brucardes és una església del municipi de Sant Fruitós de Bages (Bages) protegida com a bé cultural d'interès local.

## Descripció
És una església d'una sola nau amb absis semicircular a llevant, amb coberta de volta de quart d'esfera. La coberta avui desapareguda, devia ser a dues aigües. Primitivament era coberta amb un emigat de fusta, aguantat per arcs diafragmàtics. La façana principal és orientada a ponent, no presenta ornamentació i està coronada per una espadanya. El portal d'accés és format per una arcada de mig punt amb grans dovelles. Aquesta porta probablement és fruit d'una reforma de finals de segle xv o inicis del XVI.
A l'interior es conserva un arc de mig punt que fa de separació entre l'absis i la nau. Només hi ha una finestra amb una volta interior peraltada. El parament és de pedra amb carreus força regulars, quadrats i rectangulars disposats en filades ordenades, units amb morter de calç. A l'interior hi ha restes d'arrebossat de calç i es creu que hi podien haver hagut pintures.

## Història
La capella està documentada a partir de l'any 1246, en una transacció de terres situades al peu del puig de Sant Valentí. El culte a sant Valentí té una tradició fortament arrelada al terme de Sant Fruitós de Bages i està vinculada a l'existència del monestir de Sant Benet de Bages. Aquest monestir estava dedicat en un inici a Sant Benet i a Sant Valentí màrtir. Posteriorment es va construir la capella en honor de Sant Valentí.